# Krystian Ziaja
Krystian Bernard Ziaja (ur. 2 listopada 1951) – dr hab. nauk teologicznych, polski duchowny katolicki.

## Życiorys
Święcenia kapłańskie przyjął 16 maja 1976. Habilitował się w 2009 na Uniwersytecie Opolskim. Specjalizuje się w teologii biblijnej. Był kierownikiem Katedry Egzegezy Ksiąg Nowego Testamentu Wydziału Teologicznego Uniwersytetu Opolskiego. W 1995 został proboszczem parafii MB Szkaplerznej w Chrząszczycach w diecezji opolskiej.

## Publikacje
- Motywy etyczne w terminologii biblijnej krino-krisis w Ewangelii według św. Łukasza. Studium egzegetyczno - lingwustyczne (2008), ISBN 978-83-60244-95-1,
- Sanctificetur Nomen Tuum (Mt 6,9). Księga pamiątkowa dedykowana Księdzu Profesorowi Januszowi Czerskiemu z okazji 65. rocznicy urodzin i 38 lat pracy naukowo-dydaktycznej (redakcja, 2000), ISBN 83-88071-03-3.